# Scutigerella sbordonii
Scutigerella sbordonii är en mångfotingart som beskrevs av Juberthie-Jupeau 1975. Scutigerella sbordonii ingår i släktet norddvärgfotingar, och familjen snabbdvärgfotingar. Inga underarter finns listade i Catalogue of Life.